# Littera hybrida

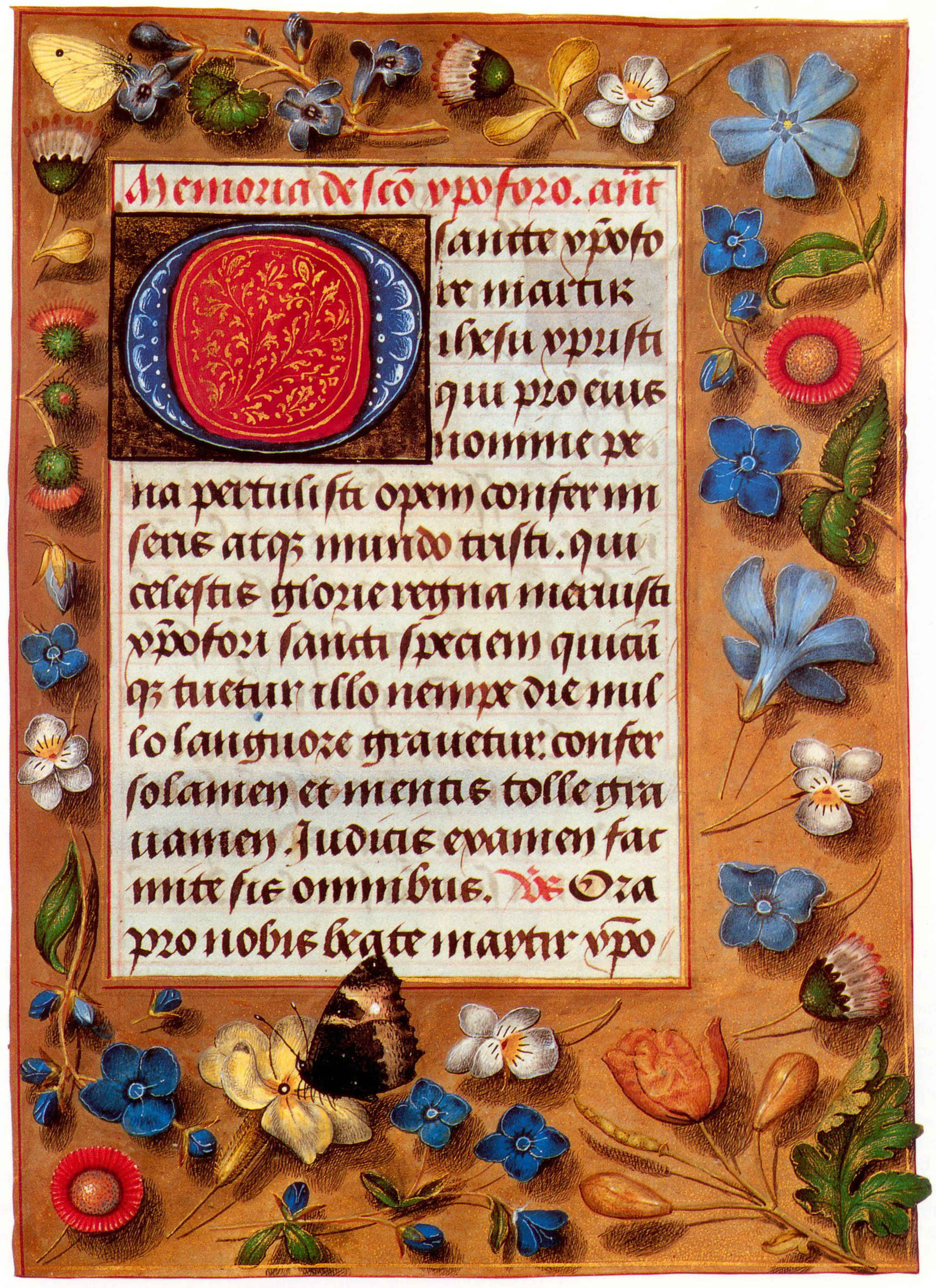
Hastings-getijdenboek, Littera bastarda

Littera hybrida is een verzamelnaam gebruikt in de paleografie voor een type van Gotisch schrift dat ontstond uit de evolutie van de littera cursiva, waarbij men terug kenmerken van de littera textualis ging gebruiken. Het was een soort imitatie van de ‘littera textualis’ die veel sneller kon geschreven worden. Het schrift wordt ook ‘Bastarda’ genoemd, maar dit wordt niet steeds op dezelfde manier gebruikt, sommige paleografen bijvoorbeeld zien ‘bastarda’ uitsluitend als een boekschrift.

## Beschrijving
De Littera hybrida wordt geschreven met een ‘ɑ’ met één verdiep en de lange f en de lange ſ (s) gaan door de schrijflijn. De stokletters worden zonder lussen aan de stokletters geschreven en de letters zijn minder gebroken dan bij de textualis. Ook bij de ‘hybrida’ werd bij het schrijven de pen zo weinig mogelijk van het papier opgeheven.

## Geschiedenis
De voorloper van de ‘hybrida’, de ‘cursiva’, was sterk beïnvloed door het kanselarijschrift. Vanaf paus Honorius II werd de ‘curialis’ die tot dan in gebruik geweest was in de pauselijke kanselarij geleidelijk vervangen door een minuskelschrift dat gebaseerd was op het schrift dat gebruikt werd in de keizerlijke kanselarij. Dit schrift zou bij de curie, met een aantal stijlwijzigingen en vereenvoudiging, in gebruik blijven tot in de vijftiende eeuw. Dit curieschrift werd in de loop van de dertiende eeuw op zijn beurt overgenomen door de keizerlijke kanselarij en de kanselarijen van koningen en hogere adel. In de veertiende eeuw begint men in Italië een notarieel schrift te gebruiken als boekschrift, een stijlvol schrift dat we kennen uit de handschriften met Dante’s werken uit de zogenaamde groep ‘Dante del cento’. Als men het cursieve schrift een meer ‘plechtig’ karakter wil geven grijpt men terug op de ‘littera textualis’. Men laat de lussen achterwege en schrijft het lichaam van de letter langer en zo ontstaat de ‘littera hybrida’ of ‘bastarda’.
Dit nieuwe lettertype wordt snel overgenomen en aangepast in de rest van het toenmalige Europa. Men denkt dat het Concilie van Konstanz tussen 1414 en 1418 hierbij een belangrijke rol gespeeld heeft. Het is waarschijnlijk ter dier gelegenheid dat de Noord-Europeanen kennis maakten met de lusloze cursiefachtige schriften die in Italië in gebruik waren.
De ‘bastarda’ werd vanaf de vijftiende eeuw veel gebruikt als boekschrift in Frankrijk en een variant ervan de ‘bâtarde Bourguignone’ was het schrift dat in zwang was aan het hof van Filips de Goede en Karel de Stoute. Ook in de Bourgondische Nederlanden was de ‘bâtarde’ vrij populair en het was bijna de standaard bij de Broeders van het Gemene Leven die met de handmatige boekproductie in hun levensonderhoud voorzagen.

## Classificatie
Om duidelijkheid te scheppen in het onderzoek en de publicaties zou een eenduidig systeem van classificatie een enorme bonus zijn. Voor de gotische boekschriften werd er tot nu toe slechts één opgesteld, namelijk die van Gerard Isaac Lieftinck die later werd uitgebreid door Johan Peter Gumbert en verder gesystematiseerd en geïllustreerd door Albert Derolez (zie bij literatuur). De classificatie van Lieftinck-Gumbert-Derolez is gebaseerd op objectieve criteria en maakt komaf met termen zoals universitair boekschrift, scholastisch boekschrift, littera parisiensi, bastarda, notula, rotunda en andere dergelijke terminologie die dingen benoemt zonder ze voldoende te preciseren naar hun morphologische eigenschappen. Bij Derolez is de hybrida een ondergroep van de littera cursiva, die onderverdeeld wordt in vier grote groepen namelijk de cursiva, de cursiva antiquior, de hybrida en de semihybrida. Maar de nieuwe classificatie die Derolez voortelt is zeker nog niet algemeen aanvaard in de paleografie.